# Орлина Аспарухова
Орлина Аспарухова е първата българка – лицензиран пилот на въздушен балон. Летяла е над три континента - Европа, Азия и Южна Америка. Извършва първия си полет в България, през май 1988 г., над град Пловдив, по време на Международния панаир, 96 години след полета на Годар. Има над 3000 летателни часа, с балон. През 2014 г. се състезава на Световното първенство, в Бразилия.
Орлина Аспарухова е родена в семейството на българския военен летец Аспарух Стоилков – един от основателите и първите пилоти-инструктори във ВВВУ „Георги Бенковски“, в Долна Митрополия. Израства сред макети на самолети и в дома й непрекъснато се говори за авиация. На 15-годишна възраст Орлина иска да се запише в аероклуб. Точно тогава обаче, нейна съседка загива при скок с парашут, в Божурище. Майка й категорично се възпротивява на идеята за аероклуба, и Орлина се съобразява с желанието на родителите си. Завършва висше икономическо образование и започва работа като икономист, по внос и износ на осветителна техника, във външнотърговско дружество „Електроимпекс“.
През 1987 г. убеждава ръководството на „Електроимпекс“ да закупи въздушен балон, за рекламни цели и поръчва двуместен балон, с обем 1600 м3, от Англия. През февруари 1988 г., постъпва в Центъра за авиационно обучение в град Лешно, Полша. На 7 март 1988 г. става първата българка - лицензиран пилот на въздушен балон. През май 1988 г., 96 години след полета на Годар, извършва първия си полет в България, над град Пловдив, по време на Международния панаир.
През 1990 г. напуска „Електроимпекс“, основава балон-клуб „Орли” и се посвещава изключително и само на летенето с въздушен балон. През 1992 г. записва първото си участие на европейско първенство, във Франция, където от 100 балона, само 2 са пилотирани от жени – България и Англия. 
През 2014 г., Орлина Александрова участва на световното първенство в Бразилия, което се провежда по време на първите световни еко-игри. Те включват 13 вида спорт, свързани с природата, един от които е летенето с въздушен балон. Тогава участниците прелитат над водопада Игуасу. Взема участие и на балон-фиеста в Индия.